# Woonpark
Een woonpark is een in Vlaanderen gebruikelijke term om een woonzone in een groene ruimte mee aan te duiden. Dit wordt gedefinieerd in artikel 6 van het koninklijk besluit van 28 december 1972:
1.2.1.1. de woonparken zijn gebieden waarin de gemiddelde woningdichtheid gering is en de groene ruimten een verhoudingsgewijs grote oppervlakte beslaan.
Soms worden in Vlaanderen delen van bossen verkaveld in woonparken, zoals het Bokrijkpark in Genk. Deze praktijk werd bekritiseerd door de Nederlandse krant de Volkskrant, die vond dat de schaarse open ruimte in Vlaanderen verder werd aangetast. Het Provinciaal Ruimtelijk Structuurplan West-Vlaanderen constateert dat woonparken kunnen zorgen voor een versnippering en/of aantasting van de kwaliteit van de open ruimte. Officiële cijfers over woonparken in Vlaanderen bestaan voorlopig niet.